# Sparkasse Schwaben-Bodensee
Die Sparkasse Schwaben-Bodensee ist ein öffentlich-rechtliches Kreditinstitut in Bayern mit Hauptsitz in Memmingen. Hauptgeschäftsstellen befinden sich in Augsburg, Lindau (Bodensee), Mindelheim, Günzburg, Krumbach und Schwabmünchen. Die kreisfreie Stadt Memmingen, der Landkreis Lindau (Bodensee), der Landkreis Unterallgäu, die Stadt Augsburg, der Landkreis Augsburg sowie der Landkreis Günzburg bilden das Geschäftsgebiet der Sparkasse.

## Organisationsstruktur
Die Sparkasse Schwaben-Bodensee ist eine Anstalt des öffentlichen Rechts. Rechtsgrundlagen sind das Sparkassengesetz, die bayerische Sparkassenordnung und die durch den Träger der Sparkasse erlassene Satzung. Organe der Sparkasse sind der Vorstand und der Verwaltungsrat.

## Geschichte
Die Sparkasse Schwaben-Bodensee entstand am 1. Januar 2022 aus der Fusion der Sparkasse Memmingen-Lindau-Mindelheim mit der Kreissparkasse Augsburg. Am 20. Januar 2024 wurde bekanntgegeben, dass die Sparkassen Schwaben-Bodensee und Günzburg-Krumbach eine Fusion planen. Am 1. Juli 2024 fusionierte die Sparkasse Schwaben-Bodensee rückwirkend zum 1. Januar 2024 mit der Sparkasse Günzburg-Krumbach.

### Sparkasse Memmingen-Lindau-Mindelheim
Die Sparkasse war ein Zusammenschluss dreier Sparkassen als Zweckverband. Das älteste dieser Institute war die als Städtische Sparkasse Memmingen im Jahr 1824 gegründete Einrichtung. Nach 1977 vereinigten sich die damalige Kreis- und Stadtsparkasse Memmingen und die Kreis- und Stadtsparkasse Mindelheim, deren Geschäftsbereiche, die früheren Landkreise Memmingen und Mindelheim aneinandergrenzten, zur Sparkasse Memmingen-Mindelheim.
Am 1. Januar 2001 schloss sich die Stadt- und Kreissparkasse Lindau dem Memminger Institut an. Eine unmittelbare räumliche Verbindung beider Geschäftsbereiche existiert nicht, was damals nach Bekanntwerden der Fusionsabsicht zu Diskussionen führte. Die erweiterte Sparkasse erhielt den Namen Sparkasse Memmingen-Lindau-Mindelheim.

### Kreissparkasse Augsburg
Die Kreissparkasse Augsburg war ein öffentlich-rechtliches Kreditinstitut mit Sitz in Augsburg in Bayern. Ihr Geschäftsgebiet waren die Stadt Augsburg und der Landkreis Augsburg. Neben ihrer Hauptstelle am Augsburger Martin-Luther-Platz war sie in ihrer Region mit Geschäftsstellen flächendeckend präsent.

### Sparkasse Günzburg-Krumbach
Die Sparkasse Günzburg-Krumbach war ein öffentlich-rechtliches Kreditinstitut mit Sitz in Günzburg in Bayern. Ihr Geschäftsgebiet war der Landkreis Günzburg. Neben ihrer Hauptstelle in Günzburg war sie mit weiteren Geschäftsstellen in ihrer Region präsent.

## Stiftungen
Die Sparkasse verfügt über mehrere selbstständige Stiftungen. Die Stiftungen verfolgen gemeinnützige, mildtätige und kulturelle Zwecke und sind regional ausgerichtet. Außerdem hat die Sparkasse eine Stiftergemeinschaft gegründet, bei der sich Kunden mit eigenen Stiftungen einbringen können.